# Bourletiella viridescens
Bourletiella viridescens är en urinsektsart som beskrevs av Stach 1920. Bourletiella viridescens ingår i släktet Bourletiella, och familjen Bourletiellidae. Arten är reproducerande i Sverige.